# Marcinkowo (powiat olsztyński)
Marcinkowo (niem. Alt Mertinsdorf) – wieś w Polsce, w województwie warmińsko-mazurskim, w powiecie olsztyńskim, w gminie Purda.
W miejscowości znajduje się stacja kolejowa.